# Billie Burke
Mary William Ethelbert Appleton Burke, mais conhecida como Billie Burke (Washington, D.C., 7 de agosto de 1884 — Los Angeles, 14 de maio de 1970) foi uma atriz norte-americana. 
Famosa na Broadway e nos programas de rádio, Burke também fez sucesso nos filmes mudos e falados. É mais conhecida do público por seu papel de Glinda, a Bruxa Boa do Norte, em The Wizard of Oz (1939). Por seu papel de Emily Kilbourne em Merrily We Live (1938), Burke foi indicada ao Oscar de Melhor Atriz Coadjuvante. 

## Biografia
Burke nasceu na capital do país, em 1884. Era filha de Blanche Blanche com seu segundo marido, William "Billy" Ethelbert Burke. Viajou o mundo quando criança, pois seu pai trabalhava no  circo Barnum & Bailey como cantor e como palhaço, até que finalmente se estabeleceram em Londres. Lá ela assistiu a peças de teatro e decidiu que queria ser atriz. Burke começou a atuar no teatro em 1903, fazendo sua estreia em Londres na peça The School Girl. Burke retornaria aos Estados Unidos para estrelar comédias musicais na Broadway.

## Carreira
Burke logo se tornou protagonista em peças na Broadway como Mrs. Dot, Suzanne, The "Mind-the-Paint" Girl e The Land of Promise entre 1910 e 1913. Foi na Broadway que ela conheceu o produtor Florenz Ziegfeld, com quem se casou em 1914. Dois anos depois nasceu a filha do casal, a escritora Patricia Ziegfeld Stephenson (1916–2008).
Burke assinou contrato para fazer filmes e sua estreia foi com o filme de 1916 Peggy. O sucesso foi estrondoso e logo ela estava ganhando o maior salário da indústria na época. No mesmo ano, ela começou sua participação do seriado em 15 capítulos Gloria's Romance extremamente popular na época. Em 1917 já era a atriz favorita do cinema mudo, rivalizando com Mary Pickford, Lillian Gish, Clara Kimball Young e Irene Castle.
Seus principais filmes eram dramas e comédias provocativas, semelhante ao tema de The "Mind-the-Paint" Girl, sua peça de maior sucesso em solo norte-americano. Seu charme juvenil rivalizava com sua habilidade como atriz, e enquanto ela se vestia ao máximo em vestidos da moda, peles e joias, seu senso de roupas também lhe rendeu a devoção do público feminino. Entre os filmes mais famosos deste período foram Arms and the Girl (1917), The Mysterious Miss Terry, Let's Get a Divorce (1918), Good Gracious, Annabelle (1919), Away Goes Prudence (1920) e The Frisky Mrs. Johnson (1920). 
A beleza e o bom gosto de Burke fizeram dela uma grande criadora de tendências ao longo dos anos 1910 e 1920. Já em 1909, após sua apresentação na Broadway na peça My Wife (1909), as lojas de departamentos começaram a vender o "Vestido Billie Burke" com gola lisa e guarnição de renda. Durante este tempo, grande parte do guarda-roupa de Burke dentro e fora da tela foi fornecido pela principal costureira européia Lucy Duff-Gordon, cuja filial de Nova York era a Meca da moda das socialites e celebridades.
Apesar de seu sucesso no cinema, Burke finalmente retornou aos palcos, aparecendo em Caesar's Wife (1919), The Intimate Strangers (1921), The Marquise (1927) e The Happy Husband (1928). Quando os investimentos da família foram destruídos na Grande Depressão no ano seguinte, ela retomou a atuação na tela para ajudar seu marido. Burke retornou às telas de Hollywood em 1932 no filme A Bill of Divorcement, dirigido por George Cukor. No longa ela interpretou a mãe da personagem de Katharine Hepburn, a estreia da atriz no cinema. SEu marido, Florenz Ziegfeld, morreu enquanto trabalhava nas gravações.

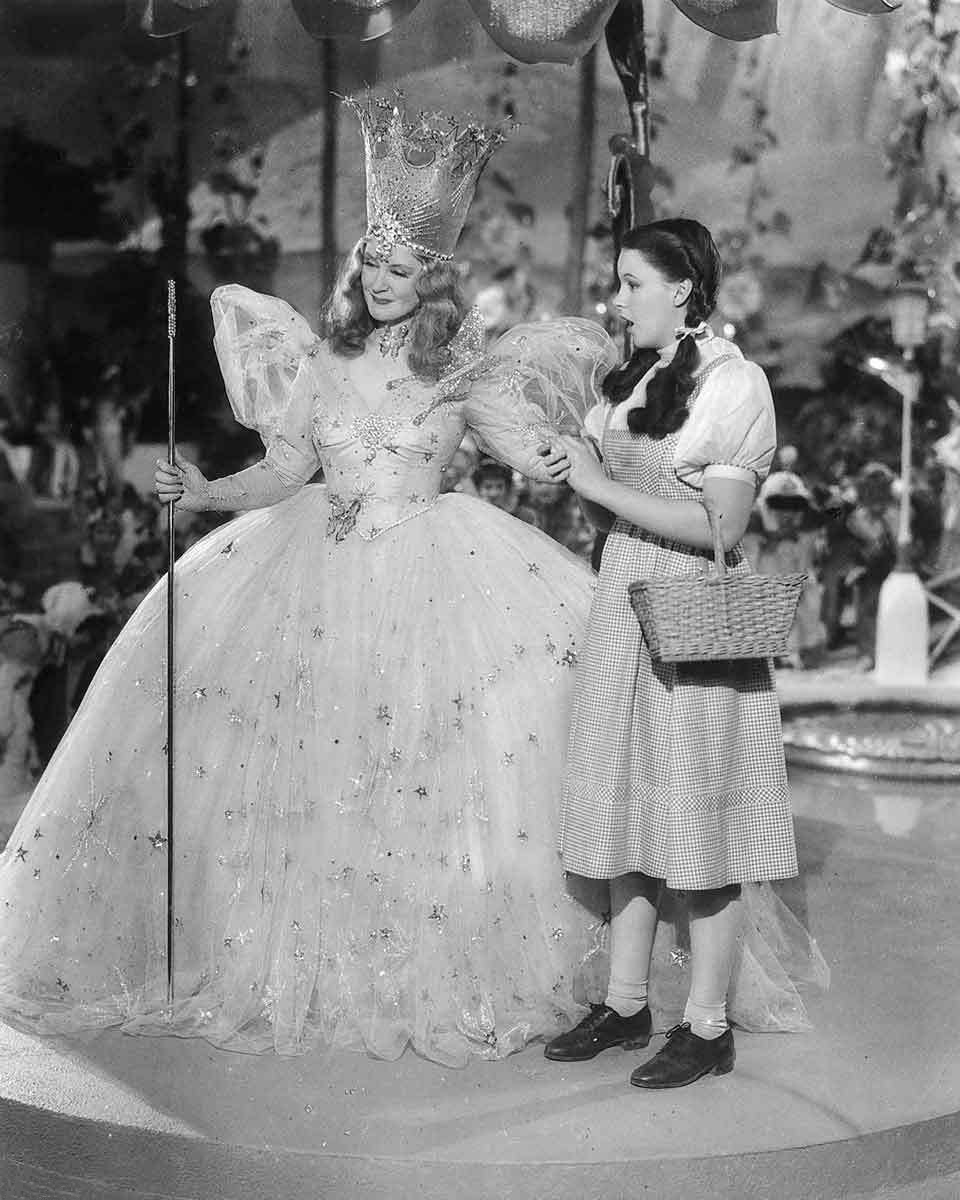
Burke como Glinda com Judy Garland como Dorothy Gale em The Wizard of Oz (1939)

Em 1933, Burke foi escalada para trabalhar na comédia Dinner at Eight, onde trabalhou com nomes como Lionel Barrymore, Marie Dressler, John Barrymore, Jean Harlow e Wallace Beery. O filme foi um grande sucesso e revitalizou sua carreira. Ela logo estaria em várias comédias e musicais, atuando em papéis onde ela era uma mulher rica e boba de classe alta e de voz esganiçada.
Em 1936 a MGM gravou uma biografia de Florenz Ziegfeld, chamada The Great Ziegfeld, que ganhou um Oscar da Academia de Melhor Filme e um de Melhor Atriz para Luise Rainer. William Powell interpretou Ziegfeld e Myrna Loy interpretou Burke o que a enfureceu porque eka estava sob contrato com o estúdio e acreditava que poderia ter interpretado a si mesma. No entanto, a MGM a considerava velha demais para escalar o papel de seu eu mais jovem.
Em 1938, ela atuou no filme Merrily We Live que lhe rendeu sua única indicação ao Oscar. No mesmo ano, ela foi escalada para o papel da bruxa Glinda no musical The Wizard of Oz, dirigido por Victor Fleming, estrelando Judy Garland. Burke já tinha trabalhado com Garland em Everybody Sing.
De 1943 a 1946 apresentou semanalmente o programa de rádio "The Billie Burke Show". Fez participações em programas de TV. Nessa época tentou retornar aos palcos, onde atuou em peças de pouca repercussão. Escreveu duas autobigrafias intituladas With a Feather on My Nose (1949) e With Powder on My Nose (1959).
Na década de 1950 teve que abandonar a carreira, por estar com problemas de mémoria, mas alegando que atuar "não era mais divertido como antes". Sua última aparição nos cinemas foi no filme Sergeant Rutledge em 1960. Ela foi diagnotiscada com demência, o que pode indicar que na época ela era acometida pela Doença de Alzheimer.

## Vida pessoal
Entre os primeiros pretendentes de Burke estava o tenor de ópera Enrico Caruso. Ziegfeld nunca deixou de ver outras mulheres, a certa altura instalou uma amante no apartamento acima dele e de Billie. Burke se mudou de Nova York para Beverly Hills após a morte de Ziegfeld em 1932.

## Morte

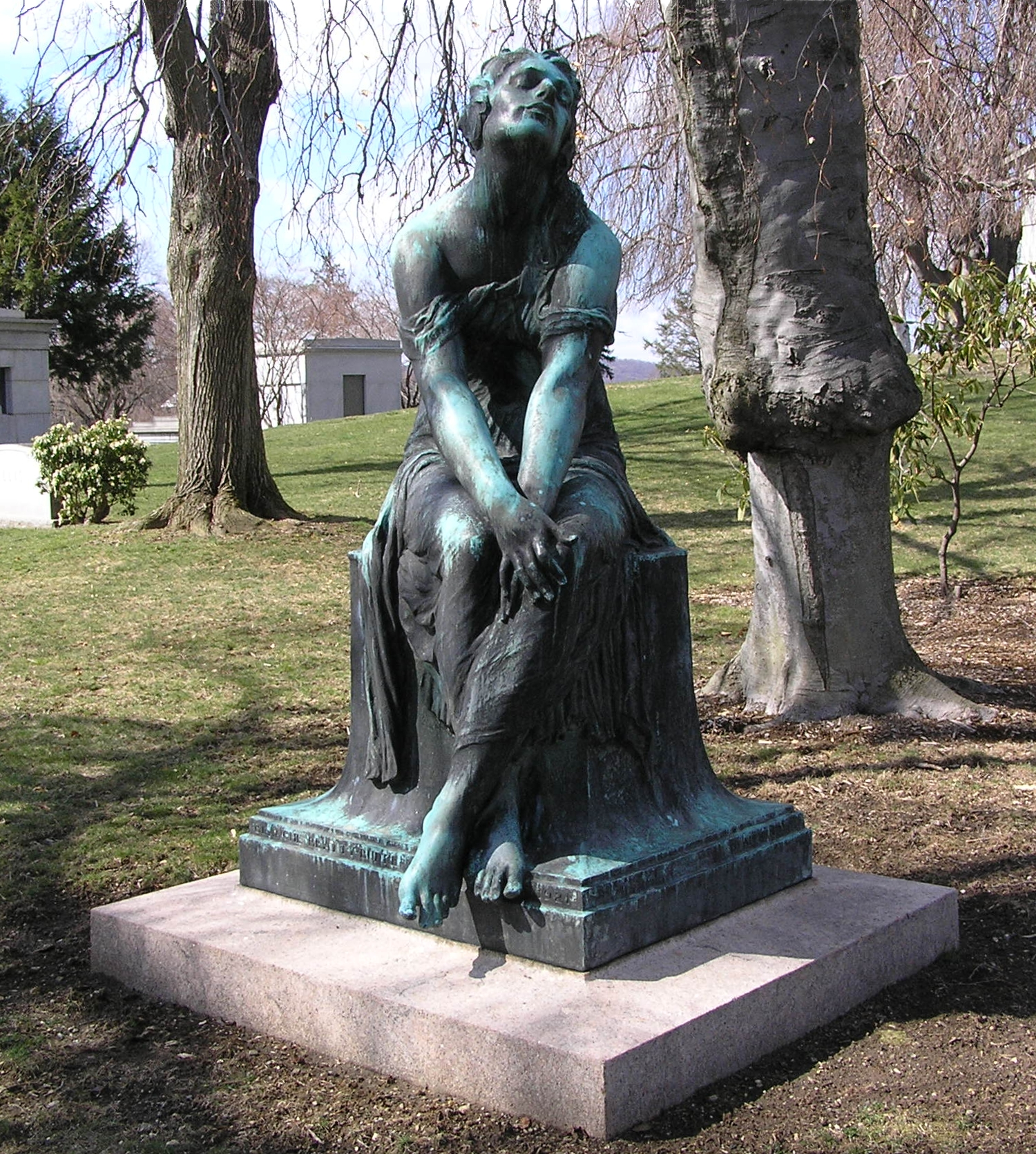
Estátua no túmulo de Burke, Cemitério de Kensico

Billie Burke morreu em 14 de maio de 1970, em Los Angeles, aos 85 anos. Ela foi sepultada no Cemitério de Kensico, no Condado de Westchester, em Nova Iorque, ao lado do marido.

## Legado
Por suas contribuições para a indústria cinematográfica, Burke foi agraciada com uma estrela na Calçada da Fama, em 1960, no número 6617 da Hollywood Boulevard.

## Filmografia
- Sergeant Rutledge (1960)
- The Young Philadelphians (1959)
- Small Town Girl (1953)
- Father's Little Dividend (1951)
- Father of the Bride (1950)
- The Boy from Indiana (1950)
- And Baby Makes Three (1949)
- The Barkleys of Broadway (1949)
- Billie Gets Her Man (1948)
- Silly Billy (1948)
- The Bachelor's Daughters (1946)
- Breakfast in Hollywood (1946)
- The Cheaters (1945)
- Swing Out, Sister (1945)
- Gildersleeve on Broadway (1943)
- You're a Lucky Fellow, Mr. Smith (1943)
- So's Your Uncle (1943)
- Hi Diddle Diddle (1943)
- Girl Trouble (1942)
- They All Kissed the Bride (1942)
- In This Our Life (1942)
- What's Cookin'? (1942)
- The Man Who Came to Dinner (1942)
- One Night in Lisbon (1941)
- Topper Returns (1941)
- The Wild Man of Borneo (1941)
- Hullabaloo (1940)
- Dulcy (1940)
- The Captain Is a Lady (1940)
- Irene (1940)
- And One Was Beautiful (1940)
- The Ghost Comes Home (1940)
- Remember? (1939)
- Eternally Yours (1939)
- The Wizard of Oz (1939) (1939)
- Bridal Suite (1939)
- Zenobia (1939)
- Topper Takes a Trip (1938)
- The Young in Heart (1938)
- Merrily We Live (1938)
- Everybody Sing (1938)
- Navy Blue and Gold (1937)
- The Bride Wore Red (1937)
- Topper (filme) (1937)
- Parnell (1937)
- Craig's Wife (1936)
- Piccadilly Jim (1936)
- My American Wife (1936)
- Splendor (1935)
- A Feather in Her Hat (1935)
- She Couldn't Take It (1935)
- Doubting Thomas (1935)
- Becky Sharp (1935)
- After Office Hours (1935)
- Society Doctor (1935)
- Forsaking All Others (1934)
- We're Rich Again (1934)
- Finishing School (1934)
- Where Sinners Meet (1934)
- Only Yesterday (1933)
- Dinner at Eight (1933)
- Christopher Strong (1933)
- A Bill of Divorcement (1932)
- The Education of Elizabeth (1921)
- The Frisky Mrs. Johnson (1920)
- Away Goes Prudence (1920)
- Wanted: A Husband (1919)
- Sadie Love (1919)
- The Misleading Widow (1919)
- Good Gracious, Annabelle (1919)
- The Make-Believe Wife (1918)
- In Pursuit of Polly (1918)
- Let's Get a Divorce (1918)
- Eve's Daughter (1918)
- The Land of Promise (1917)
- Arms and the Girl (1917)
- The Mysterious Miss Terry (1917)
- Gloria's Romance (1916)
- Peggy (1916)